# Томас Браун (письменник)
Сер Томас Браун (англ. Thomas Browne, 19 жовтня 1605, Лондон — 19 жовтня, 1682, Норвіч) — британський письменник, філософ, лікар. Один з найбільших майстрів англійської прози епохи бароко, автор літературних «есе» на окультно-релігійні та природничі теми.

## Біографія
Син торговця шовком. 1626 року закінчив Оксфордський університет, 1629 року здобув ступінь ліценціата, вивчав медицину в Університеті Монпельє, Падуанському університеті та Лейденському університеті. 1633 року, після отримання докторського ступеня, повернувся до Англії. 1637 року оселився в Норвічі, де жив і практикував аж до смерті. 1671 року одержав титул сера.

## Твори

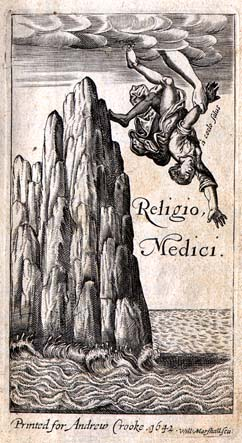
Religio Medici, Editio princeps 1642.

- Religio medici (Лондон 1643; нове видання: 1881), своєрідне філософське кредо Брауна. Ця книга стала приводом до звинувачення його в атеїзмі.
- Pseudodoxia epidemica, or Treatise on vulgar errors (Лондон 1646; нове видання 1852), спростування поширених хибних уявлень того часу.
- Hydriotaphia and the Gardens of Cyrus (1658; нове видання: W. A. Greenhill, London 1896)
- Miscellany tracts (Лондон 1684)
- Posthumous works (Лондон 1712)
- Christian morals (Кембридж 1716; нове видання: Лондон 1863), збірник афоризмів.